# The Awful Truth
The Awful Truth (estrenada en castellano como La pícara puritana y más recientemente distribuida online como Terrible verdad) es una película estadounidense de 1937 dirigida por Leo McCarey, basada en la obra de teatro homónima de Arthur Richman. Ganó un Oscar al mejor director, y fue nominada a otros cinco.
En 1996, The Awful Truth fue considerada «cultural, histórica y estéticamente significativa» por la Biblioteca del Congreso de Estados Unidos y seleccionada para su preservación en el National Film Registry.

## Argumento
Jerry (Cary Grant) y Lucy Warriner (Irene Dunne) están a punto de divorciarse y luchan por la custodia de su perro, Mr. Smith. Antes de que el divorcio se haga oficial, Jerry decide volver con Lucy, pero se entera de que ella va a casarse con un hombre que se ha hecho rico gracias al petróleo. Jerry contraataca anunciando su compromiso con la aristocrática Barbara Vance (Molly Lamont).
Cabe señalar que en una escena de esta película, el personaje de Dixie Bell Lee (Joyce Compton) está cantando en un night club subida a una pequeña tarima, y en un momento dado varias ráfagas de aire levantan su falda, lo cual probablemente haya servido de inspiración a los realizadores de La tentación vive arriba (1955) para filmar la mítica escena en la cual Marilyn Monroe se para sobre la rejilla de ventilación del subterráneo y el viento le levanta la falda de manera similar a la de Dixie.

## Reparto
- Irene Dunne - Lucy Warriner
- Cary Grant - Jerry Warriner
- Ralph Bellamy - Dan Leeson
- Alexander D'Arcy - Armand Duvalle
- Cecil Cunningham -  Tía Patsy
- Molly Lamont - Barbara Vance
- Esther Dale - como la señora Leeson
- Joyce Compton - Dixie Belle Lee
- Robert Allen - Frank Randall
- Robert Warwick como el señor Vance
- Mary Forbes como la señora Vance
- Skippy - Mr. Smith, el perro (sin acreditar)